# Bosznia-Hercegovina a 2022. évi téli olimpiai játékokon
Bosznia-Hercegovina a kínai Pekingben megrendezett 2022. évi téli olimpiai játékok egyik részt vevő nemzete volt. Az országot az olimpián 3 sportágban 6 sportoló képviselte, akik érmet nem szereztek.

## Alpesisí
Férfi
| Versenyző   | Versenyszám      | 1. futam | 1. futam | 2. futam      | 2. futam      | Összesítés | Összesítés |
| Versenyző   | Versenyszám      | Idő      | Hely.    | Idő           | Hely.         | Idő        | Helyezés   |
| ----------- | ---------------- | -------- | -------- | ------------- | ------------- | ---------- | ---------- |
| Emir Lokmić | Óriás-műlesiklás | 1:08,00  | 29.      | nem ért célba | nem ért célba | kiesett    | kiesett    |
| Emir Lokmić | Műlesiklás       | 58,86    | 35.      | 53,94         | 27.           | 1:52,80    | 27.        |

Női
| Versenyző           | Versenyszám            | 1. futam | 1. futam | 2. futam | 2. futam | Összesítés    | Összesítés    |
| Versenyző           | Versenyszám            | Idő      | Hely.    | Idő      | Hely.    | Idő           | Helyezés      |
| ------------------- | ---------------------- | -------- | -------- | -------- | -------- | ------------- | ------------- |
| Esma Alić           | Óriás-műlesiklás       | kizárták | kizárták | kiesett  | kiesett  | kiesett       | kiesett       |
| Esma Alić           | Műlesiklás             | 1:01,72  | 50.      | 1:02,93  | 45.      | 2:04,65       | 45.           |
| Elvedina Muzaferija | Lesiklás               |          |          |          |          | nem ért célba | nem ért célba |
| Elvedina Muzaferija | Szuperóriás-műlesiklás |          |          |          |          | 1:15,79       | 25.           |

| Versenyző           | Versenyszám | Lesiklás | Lesiklás | Műlesiklás    | Műlesiklás    | Összesítés    | Összesítés    |
| Versenyző           | Versenyszám | Idő      | Hely.    | Idő           | Hely.         | Idő           | Helyezés      |
| ------------------- | ----------- | -------- | -------- | ------------- | ------------- | ------------- | ------------- |
| Elvedina Muzaferija | Összetett   | 1:35,89  | 20.      | nem ért célba | nem ért célba | nem ért célba | nem ért célba |

## Sífutás
Távolsági
Férfi
| Versenyző      | Versenyszám | Idő       | Helyezés |
| -------------- | ----------- | --------- | -------- |
| Strahinja Erić | 15 km       | 48:38,3   | 87.      |
| Strahinja Erić | 50 km       | 1:21:07,6 | 52.      |

Női
| Versenyző    | Versenyszám | Idő        | Helyezés   |
| ------------ | ----------- | ---------- | ---------- |
| Sanja Kusmuk | 30 km       | nem indult | nem indult |

Sprint
| Versenyző      | Versenyszám         | Selejtező | Selejtező | Negyeddöntő | Negyeddöntő | Elődöntő | Elődöntő | Döntő   | Helyezés |
| Versenyző      | Versenyszám         | Idő       | Hely.     | Idő         | Hely.       | Idő      | Hely.    | Idő     | Helyezés |
| -------------- | ------------------- | --------- | --------- | ----------- | ----------- | -------- | -------- | ------- | -------- |
| Strahinja Erić | Férfi egyéni sprint | 3:03,05   | 59.       | kiesett     | kiesett     | kiesett  | kiesett  | kiesett | 59.      |
| Sanja Kusmuk   | Női egyéni sprint   | 4:27,99   | 90.       | kiesett     | kiesett     | kiesett  | kiesett  | kiesett | 90.      |

## Szánkó
| Versenyző       | Versenyszám | 1. futam | 1. futam | 2. futam | 2. futam | 3. futam | 3. futam | 4. futam | 4. futam | Összesítés | Összesítés |
| Versenyző       | Versenyszám | Idő      | Hely.    | Idő      | Hely.    | Idő      | Hely.    | Idő      | Hely.    | Idő        | Helyezés   |
| --------------- | ----------- | -------- | -------- | -------- | -------- | -------- | -------- | -------- | -------- | ---------- | ---------- |
| Mirza Nikolajev | Férfi egyes | 1:01,667 | 33.      | 1:02,507 | 34.      | 1:01,175 | 33.      | kiesett  | kiesett  | 3:05,349   | 34.        |